# Premios de la Academia del Cine Africano
Los Premios de la Academia del Cine Africano, conocidos popularmente como AMAA, se otorgan anualmente para reconocer la excelencia entre los profesionales que trabajan en la industria cinematográfica africana o entre profesionales no africanos que han contribuido a ella.
Fueron fundados por la cineasta Peace Anyiam-Osigwe y son dirigidos por la Academia del Cine Africano. Los premios tienen por objeto honrar y promover la excelencia en la industria cinematográfica africana, así como unir el continente negro a través de las artes y la cultura. A la ceremonia de entrega asisten numerosos representantes de los medios de comunicación, celebridades, políticos, periodistas, actrices y actores de todo el mundo. Son considerados el evento cinematográfico más importante de África.

## Historia
Los primeros premios de la Academia del Cine Africano se celebraron en Yenagoa, Bayelsa, Nigeria, el 30 de mayo de 2005. En este mismo lugar fueron celebrados hasta el año 2012, a excepción de la versión de 2008, que se llevó a cabo en Abuya. En 2012, la ceremonia de entrega de premios se celebró en la Isla Victoria, en el Lagos. La edición de 2015 se celebró fuera de Nigeria por primera vez.

## Ediciones
| Edición | Año  | Sitio                                    | Ciudad         | Presentador                                                | Fecha                    |
| ------- | ---- | ---------------------------------------- | -------------- | ---------------------------------------------------------- | ------------------------ |
| 1       | 2005 | Gloryland Cultural Center                | Yenagoa        | Stella Damasus-Aboderin Segun Arinze                       | 30 de mayo de 2005       |
| 2       | 2006 | Gloryland Cultural Center                | Yenagoa        |                                                            | 29 de abril de 2006      |
| 3       | 2007 | Gloryland Cultural Center                | Yenagoa        | Richard Mofe-Damijo Thami Ngubeni                          | 10 de marzo de 2007      |
| 4       | 2008 | Transcorp Hilton Hotel                   | Abuya          | Osita Iheme Chinedu Ikedieze Stephanie Okereke Ramsey Noah | 26 de abril de 2008      |
| 5       | 2009 | Gloryland Cultural Center                | Yenagoa        | Kate Henshaw-Nuttal Julius Agwu                            | 4 de abril de 2009       |
| 6       | 2010 | Gloryland Cultural Center                | Yenagoa        |                                                            | 10 de abril de 2010      |
| 7       | 2011 | Gloryland Cultural Center                | Yenagoa        |                                                            | 27 de marzo de 2011      |
| 8       | 2012 | Expo Centre, Eko Hotel & Suites          | Lagos          | Jimmy Jean-Louis OC Ukeje                                  | 22 de abril de 2012      |
| 9       | 2013 | Gloryland Cultural Centre                | Yenagoa        | Ama Abebrese Dakore Akande Ayo Makun                       | 20 de abril de 2013      |
| 10      | 2014 | Gabriel Okara Cultural Centre            | Yenagoa        |                                                            | 24 de mayo de 2014       |
| 11      | 2015 |                                          | Port Elizabeth | Omotola Jalade Camille Winbush                             | 26 de septiembre de 2015 |
| 12      | 2016 | Obi Wali International Conference Center | Port Harcourt  | Chris Attoh Mike Ezuruonye Kgopedi Lilokoe                 | 11 de junio de 2016      |
| 13      | 2017 | Eko Hotel and Suites                     | Lagos          | Nse Ikpe-Etim                                              | 13 de julio de 2017      |
| 14      | 2018 | Intari Conference Arena                  | Kigali         | Nse Ikpe-Etim Arthur Nkusi                                 | 20 de octubre de 2018    |
| 15      | 2019 | Landmark Event Centre                    | Lagos          | Kemi Lala Akindoju Lorenzo Menakaya Funnybone              | 27 de octubre de 2019    |
| 16      | 2020 | Online                                   | Online         | Lorenzo Menakaya                                           | 10 de diciembre de 2020  |
| 17      | 2021 | Marriott Hotel                           | Lagos          |                                                            | 28 de noviembre de 2021  |
| 18      | 2022 |                                          | Lagos          |                                                            | 30 de octubre de 2022    |

## Miembros del jurado
- Berni Goldblat 2007–presente[3]
- John Akomfrah[4]
- Steve Ayorinde 2005–2015[3]
- Keith Shiri[4]
- June Givanni[4]
- Hyginus Ekwuazi[5]
- Shaibu Husseini[3]
- Ayoku Babu[4][3]
- Asantewa Olatunji[6]
- Dorothee Wenner 2005–presente[7][3]
- Charles Burnett 2014–presente[8]
- Filippe Savadogo 2014–presente[9]
- Amaka Igwe 2005[10]